# セレウキア
セレウキア（ラテン語: Seleucia） またはセレウケイア（古代ギリシア語: Σελεύκεια／3世紀頃以降のコイネーギリシア語および中世ギリシア語、現代ギリシア語では「セレフキア」と発音する）は、現在のイラクに位置し、セレウコス1世が基礎を築いたチグリス河畔に位置するセレウコス朝の都市。
バビロンの北約60km、バグダードの南約35km、現在のAl-Madai'in地域に位置する。
セレウコス1世などにより建造され「セレウキア」の名をもった街は多数あるが、ここではセレウコス朝シリアの初期首都であった上記の場所（チグリスのセレウキア）について説明する。東ローマ帝国のテマが置かれた街は、小アジアの南岸にあるキリキアのセレウキアで、現在ではシリフケと名称が変わっている。新約聖書の使徒言行録13.4に登場するのはアンティオキアの外港にあたるピエリアのセレウキアで、そのどちらとも別の場所である。

## 歴史

### セレウコス朝
セレウキアは紀元前305年頃、セレウコス朝のセレウコス1世ニカトールによって同王朝の最初の首都として、オピス（後のクテシフォン）と言う小さな街の対岸（チグリス川西岸）に建設された。ただし、彼はすぐに北シリアのオロンテス川河畔の都市アンティオキアに首都を移したので、セレウキアが首都であった期間は長くはない。
この都市はユーフラテス川との間に作られた主要な運河とチグリス川の合流点に位置しており、この水路を通じた交通の要衝であった。紀元前3世紀から紀元前2世紀にかけてはエジプトのアレクサンドリアと並ぶヘレニズム文化の中心地であり、アンティオキアよりも発展した。

### パルティア
紀元前141年にセレウキアはミトラダテス1世率いるパルティアによって征服され、以後パルティア西部の中心都市となった。タキトゥスはその城壁について述べ、パルティアの支配下にあっても完全にヘレニズムの都市であると記述している。古代の文書によれば、この都市は60万人の人口を持ち、300人で構成される民会（senate）によって統治されていたという。当時セレウキアはオリエント世界最大の都市の1つであり、セレウキアより人口の多い都市はローマとアレクサンドリアだけであった。

### ローマ帝国
セレウキアは西暦117年、ローマ皇帝トラヤヌスの攻撃で焼き払われ、翌年ハドリアヌスによって放棄された後、パルティア式のスタイルで再建された。しかし最終的に167年再びローマ軍の攻撃を受けて破壊された。

### サーサーン朝
その後サーサーン朝のアルダシール1世は、この都市を再建してヴェーウ・アルダシール（Veh-Ardashir）と改名した。

## 住民と社会

### セレウコス朝
セレウキアはセレウコス朝の軍事・経済の拠点として作られたため、ギリシア人とマケドニア人の入植が行われた。また建設時、バビロンの住民が移住させられたことが記録されており、多数のバビロニア人が居住していた。
ギリシア人・マケドニア人とバビロニア人など古くからのバビロニア地方の住民達との関係に関しては史料が少なく不明点が多いが、両者が長期に渡る対立関係にあったことは多くの記録が伝える所である。即ち、民会によって統治されるギリシア人の共同体とは別にポリテウマ（自治体）と呼ばれるバビロニア人の独自の共同体が形成されており、両者は基本的に別個の権力機構として存続した。

### パルティア
セレウキアの行政についてこの二つの権力集団は恒常的な主導権争い、権力闘争を続けておりそれはパルティア時代にセレウキア大反乱でギリシア人の地位が弱体化するまで続いた。ギリシア人はバビロニア人との対立において概ね優位を保っていたようであるが、その意向を無視して行動することは不可能であった。

## 調査
トレド美術館（en:Toledo Museum of Art）とクリーブランド美術館（en:Cleveland Museum of Art）の出資でケルシー考古学博物館のためのアメリカ東洋研究所の調査が行われ、1927年初頭から1932年まではミシガン大学教授リロイ・ウォーターマン（en:Leroy Waterman）に、また1936年から1937年までクラーク・ホプキンズ（en:Clark Hopkins）によって監督された。
パルティア時代の城壁には新アッシリア帝国時代（シャムシ・アダド5世の治世）のバビロニア（マルドゥク・ザキル・シュミ1世の治世、バビロンE王朝、バビロン第8王朝 / バビロン第9王朝）の煉瓦が再利用されていることが紀元前821年の日付を刻印された煉瓦の発見によって確認された。
こういった建築物には、ギリシア式とメソポタミアの建築様式の両方を取り入れていたと考えられる。発掘物からは、多数の非ギリシア人が居住していたことがわかる。